# Topielec
Topielec (no plural Topielce), Vodník ou Utopiec é um nome aplicado à espíritos eslavos da água. O topielce são espíritos de almas humanas que morreram se afogando, residindo no elemento de seu próprio falecimento. São responsáveis por sugar pessoas para dentro de pântanos e lagos tão bem quanto matar os animais de pé próximos a águas paradas.